# 渝贵铁路
渝贵铁路（全称重庆至贵阳铁路扩能改造工程），曾称为渝黔铁路，是中国一条已建成投入使用的连接重庆市与贵州省贵阳市的I级铁路。于2018年1月25日开通运营。
渝贵铁路是四川盆地、重庆第一条南下快速出川通道，为国家一级快速铁路，可开行高铁动车组及普速列车，本线的开通完全缓解了春运时期来往珠三角和川渝地区的客流压力，彻底解决了困扰在粤的川渝籍人士过年返乡三十余年“买票难”之长久问题，也打通了川渝地区南下粵桂黔三省的高速铁路大动脉。

## 概况
渝贵铁路全长345公里，其中重庆市境内112公里，贵州省境内233公里。项目总投资449.2亿元。线路等级为国家Ⅰ级，双线电气化，规划设计時速200公里，主要功能是客运、快运和集装箱运输。渝贵铁路由重庆市沙坪坝区同步开工的重庆西站引出，经綦江、桐梓、遵义、息烽，至贵阳北站。该线新建桥梁209座、隧道115座，桥隧比约为75%，其中全线重点桥隧包括新白沙沱长江六线特大桥、夜郎河特大桥、天坪隧道、新凉风垭隧道等，是一条具有山区特点的快速铁路。

## 大事记
2009年4月，中铁二院发布改建铁路重庆至贵阳线环境影响报告书。2010年8月3日，中国生态环境部发布关于改建铁路重庆至贵阳线扩能改造工程环境影响报告书的批复。2010年12月22日，渝贵铁路重庆段开工。2011年3月，在铁道部更改相关批复政策后，渝贵铁路设计获铁道部批复。2012年11月，渝贵铁路全线实质性开工。2017年3月30日，渝贵铁路贵阳段铺轨完成。2017年10月13日，渝贵铁路开始联调联试。渝贵铁路于2018年1月25日开通运营，相关车票于1月19日上午9时发售。

## 车站

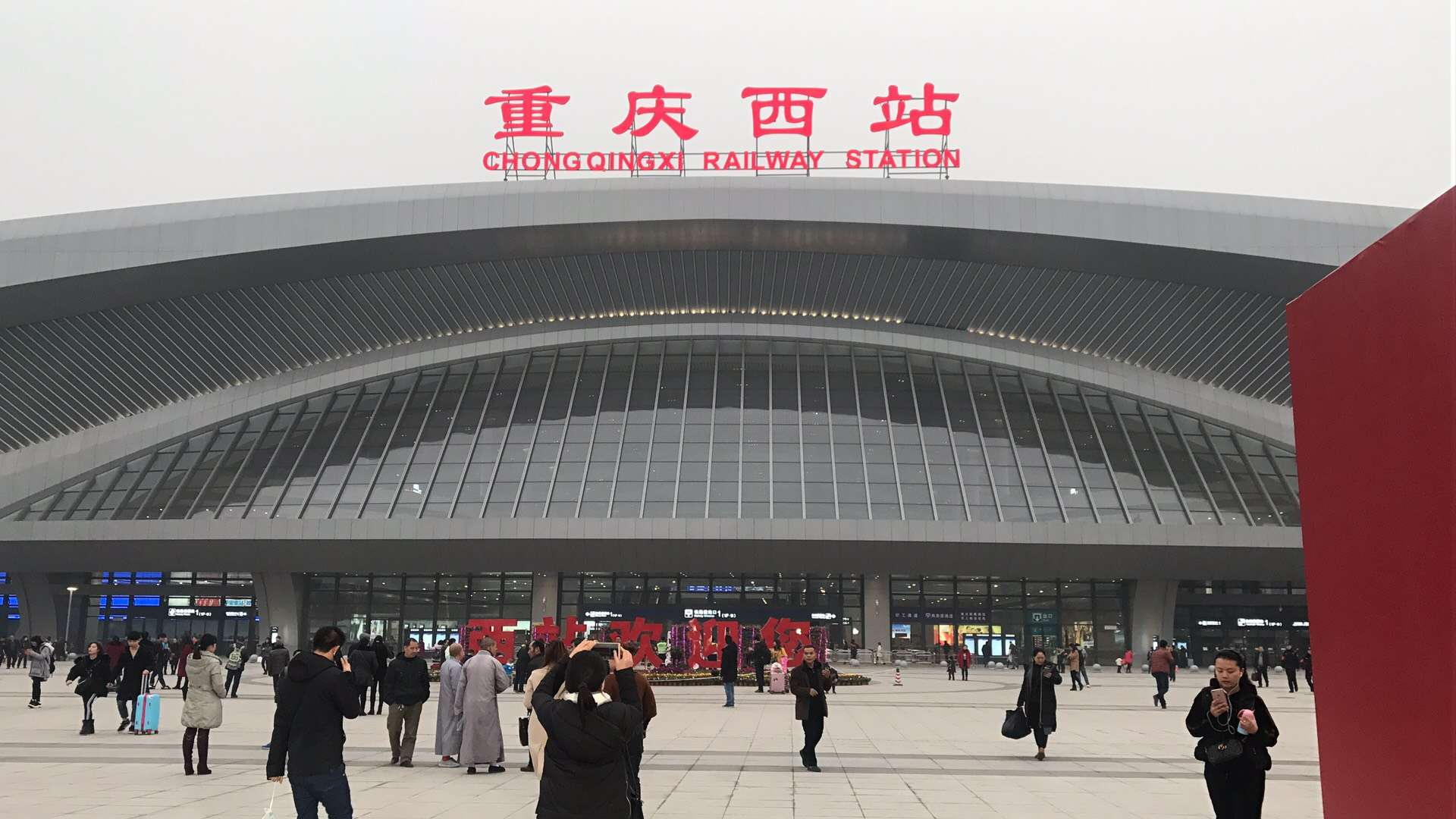
重庆西站

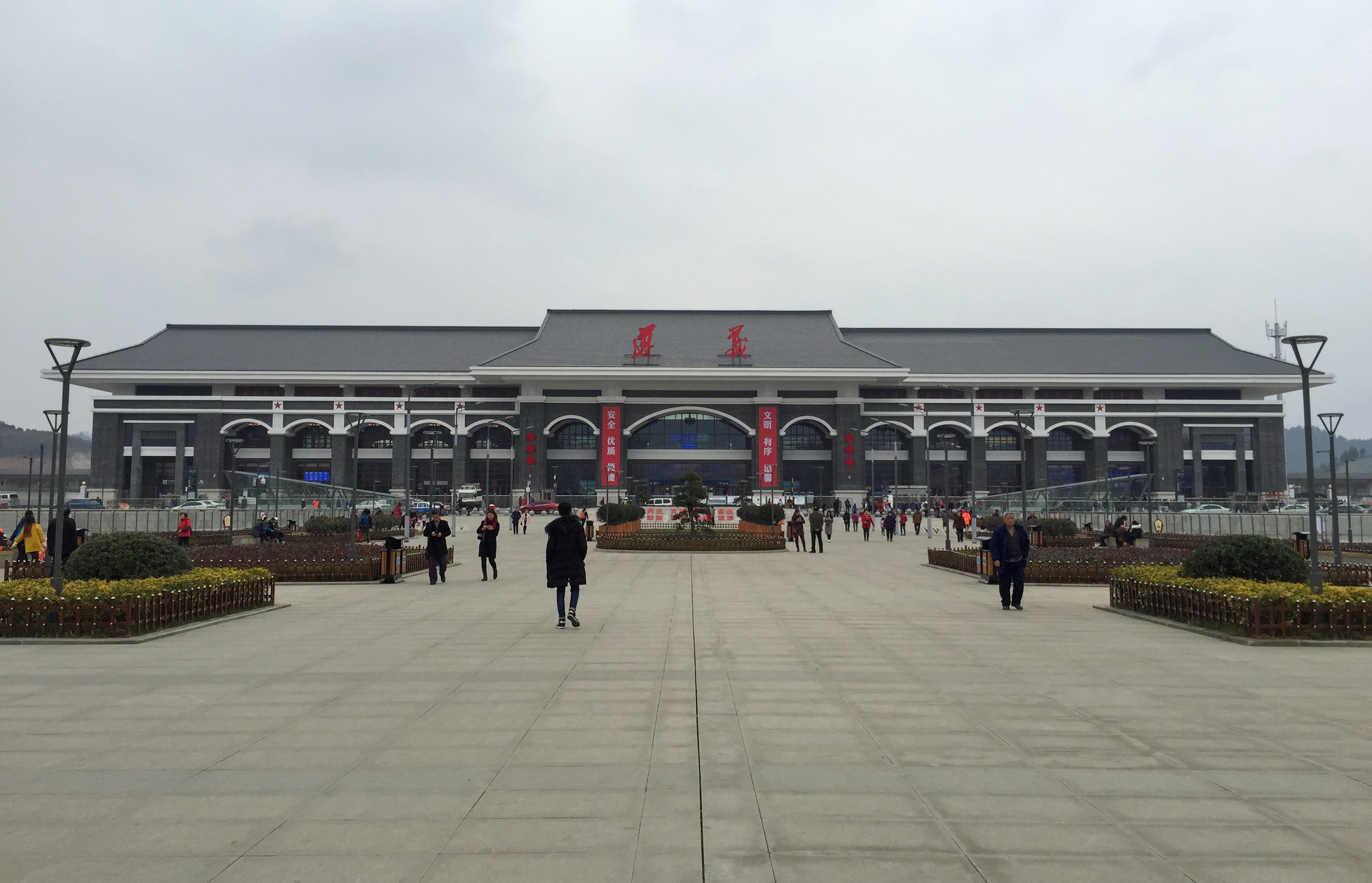
遵义站

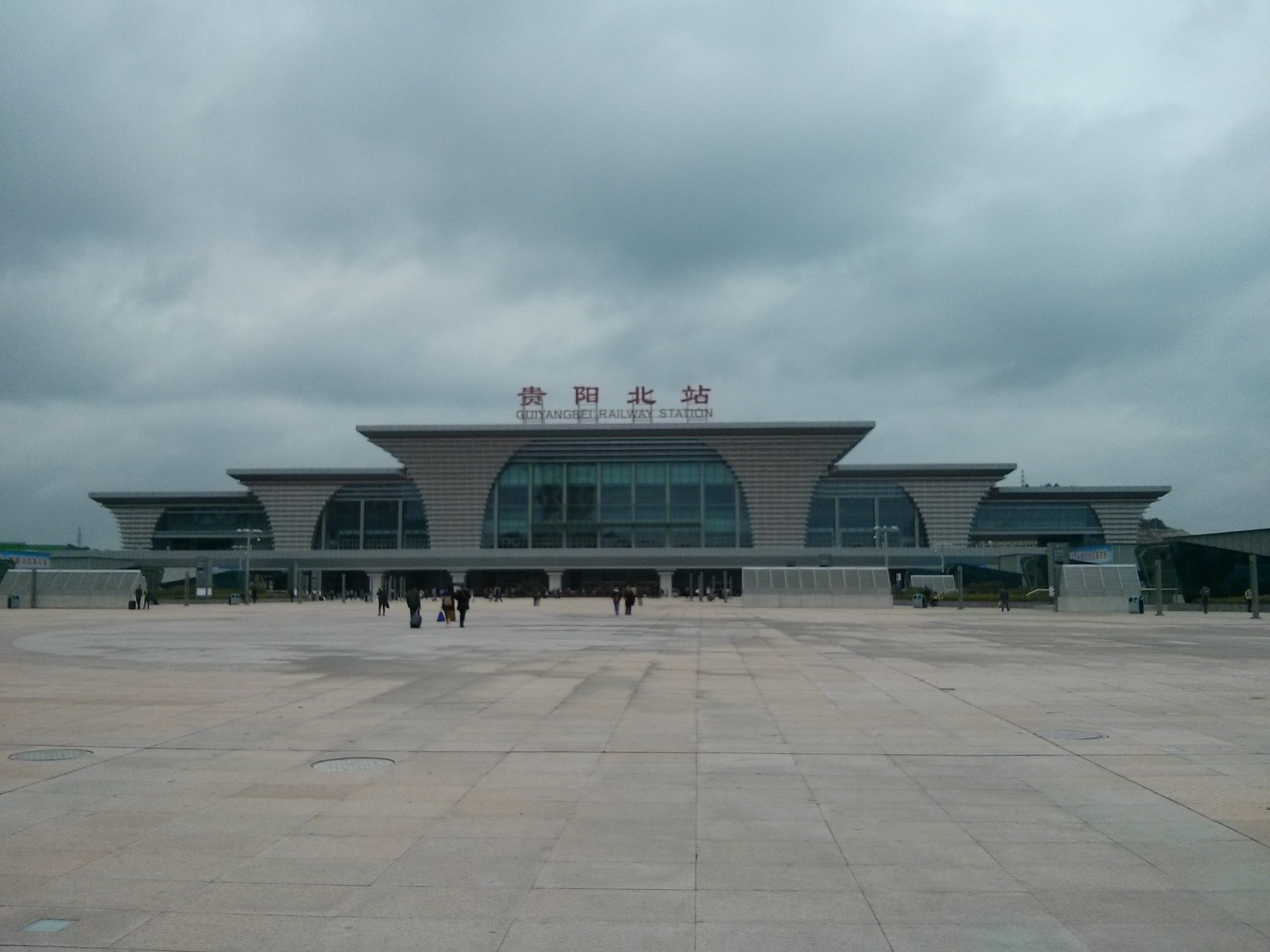
贵阳北站

渝贵铁路全线共设13座车站。线路起于重庆西站，经珞璜南、綦江东、赶水东进入贵州省，经桐梓北、桐梓东、娄山关南、遵义、龙坑、遵义南、息烽、修文县止于贵阳北站。
渝贵铁路在重庆西站接入重庆铁路枢纽，连接成渝客运专线和沪汉蓉快速铁路；在息烽站与川黔铁路相交；在贵阳北站接入贵阳铁路枢纽，连接沪昆客运专线、贵开城际铁路、贵广客运专线。

## 运营
渝贵铁路开通初期，共开行动车组46对，其中开往广州、昆明、西安等方向的直通列车36对，管内列车10对（贵阳北到成都东6对、重庆西4对）；另外部分普速旅客列车亦会改经渝贵铁路运行。动车组列车按照200km/h运行，全程运行时间约两小时。

### 票价
贵阳北至重庆西全程二等座票价为129元，贵阳北至成都东全程二等座票价为275元。

## 意义

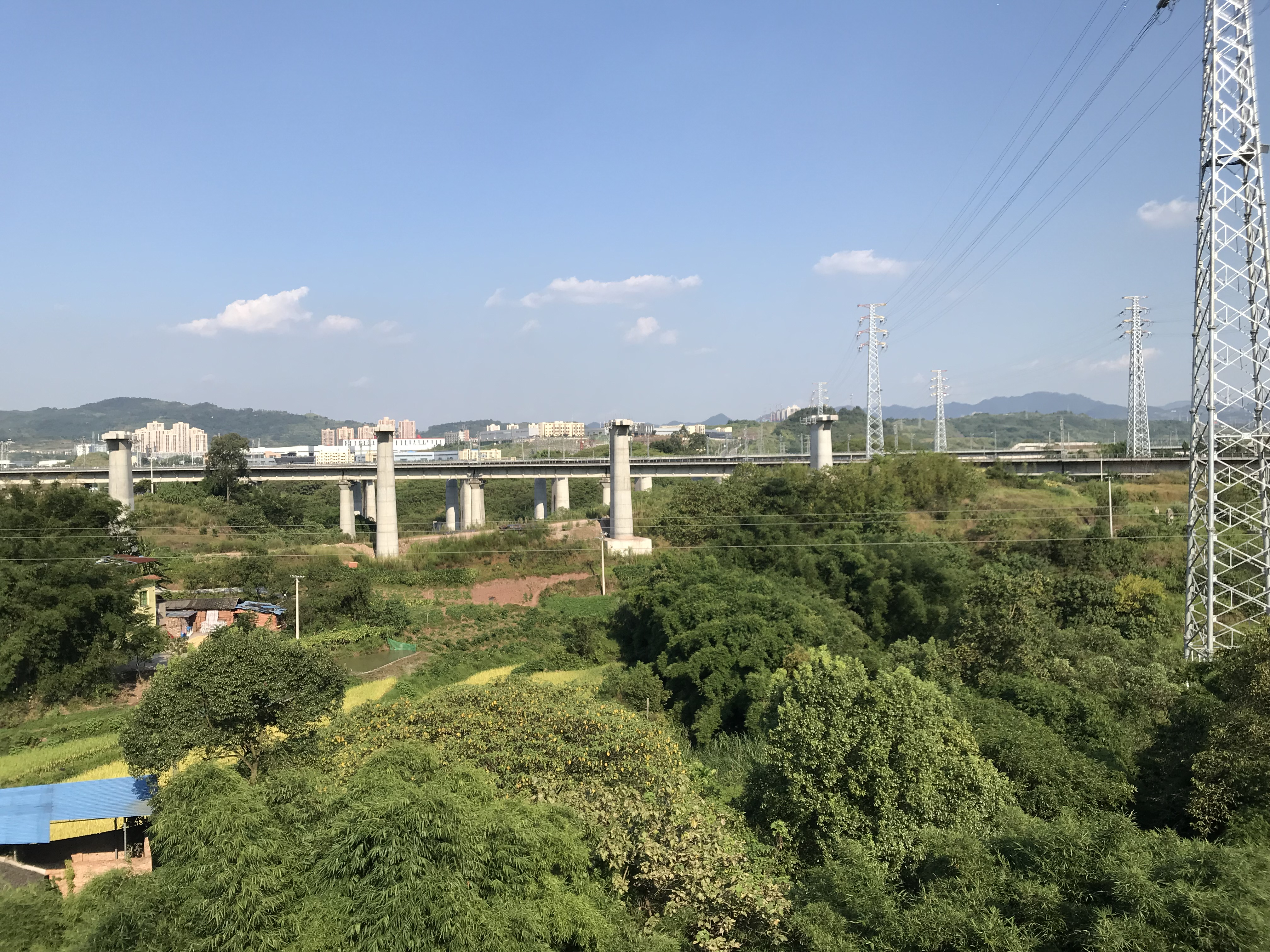
渝贵铁路江津珞璜段

渝贵铁路是四川盆地第一条南下快速出川铁路通道，在重庆铁路枢纽连通兰渝铁路、成渝客运专线，在贵阳铁路枢纽连接贵广客运专线、沪昆客运专线，成为中国西部通往华南珠三角地区重要的快速出海通道。由重庆到贵阳只需2个小时，到广州也只需6-7个小时，可完善西北、西南至华南地区铁路运输通道，拉动川北、重庆、贵州遵义市的经济发展，提高铁路网线的输送能力。
渝贵铁路通车后，每年春运时期均会由贵广客运专线佛山西站开行大量经由渝贵铁路来往川渝方向的临客动车组，因此长期以来春运时期来往川渝和珠三角地区“一票难求”的情况已经獲得解决。2019年春运期间出行高峰期，渝贵铁路日最多开行90对列车，已提前10年达到最大设计行车对数上限。2020年春运由于成贵客运专线全線通車，部分列車改經成贵客专行走，渝贵铁路的列車对数有所减少。
渝贵铁路的开通还释放了川黔铁路的货运运能。此前川黔铁路因担负西南地区前往珠三角的巨量旅客运输任务，常年超負荷运行，货运能力极为有限；且线路标准低导致車速較慢、容易受自然灾害影响而中断。渝贵铁路全線通车后，川黔铁路基本不再担任客运任务，货运能力被极大释放，使成渝地区商品南下广西运输不必绕道，提升了物流效率，令川渝一带生产商品经广西海运的中新互联互通项目南向通道更加畅通。
渝贵铁路选线经过贵州大片欠发达地区还极大拉动了当地经济发展，推动地区实现脱贫。途径的遵义等地借此机会推广其红色旅游产业，其他沿线乡镇亦在交通改善的刺激下大力发展现代农业和休闲旅游产业，深化和重庆、贵阳的合作，促进自身发展。